# Курарай
Курарай (исп. Río Curaray) — река в Эквадоре и Перу. Правый приток реки Напо (бассейн Амазонки).
Берёт начало в восточных предгорьях Анд. Протекает по территории эквадорской провинции Пастаса и перуанского региона Лорето. Длина реки составляет около 800 км, из которых нижние 414 км она течёт по территории Перу.
Река протекает преимущественно по малонаселённым районам сельвы. Вдоль реки проживают индейские народы кечуа и ваорани. Полноводна весь год. Судоходна только в нижнем течении.